# Zoltán Gombocz
Zoltán Gombocz (ur. 18 czerwca 1877 w Sopronie, zm. 2 maja 1935 w Budapeszcie) – węgierski językoznawca. Zajmował się językami ugrofińskimi i turkijskimi.
Prowadził pionierskie badania w dziedzinie językoznawstwa hungarystycznego. Był pod wpływem szkoły młodogramatyków. Wyłożył fundamenty fonologii ugrofińskiej. Jako turkolog stworzył także opis tureckich pożyczek językowych w języku węgierskim, gdzie przedstawił istotne wnioski w odniesieniu do fonologii węgierskiej.

## Wybrana twórczość
- A jelenkori nyelvészet alapelvei (1898)
- Nyelvtörténet és lélektan: Wundt néplélektanának ismertetése. (1903)
- Az altáji nyelvek hangtörténetéhez (1905)
- Régi török jövevényszavaink (1907)
- Honfoglalás előtti török jövevényszavaink (1908)
- A magyar hangok történetéhez (1909)
- A magyar őshaza és a nemzeti hagyomány (1918)
- Nyelvtörténeti módszertan (1922)
- Hangtörténet (1950)
- Syntaxis (1951)